# Solin
Solin (antična Salona) je industrijsko mesto (upravnoteritorialna enota Grad Solin s 25.000 prebivalci, samo mesto Solin 21.000 po popisu 2021) na periferiji Splita v Splitsko-dalmatinski županiji na Hrvaškem.

## Geografija
Solin leži v Srednji Dalmaciji, severovzhodno od Splita, s katerim je urbanistično povezan. Napačna je predstava, da je Solin predmestje Splita. Solin je samostojno mesto, eno od desetih največjih v Hrvaškem delu Jadrana. Mesto je obkroženo s planinama  Kozjak in Mosor, skozenj pa teče 4 km dolga rečica Jadro. Mesto sestoji iz treh delov: središčnega dela na križišču cest proti Splitu, Trogiru in Klisu, drugi del predstavlja Majdan ki leži v manjši kotlini v zgornjem toku rečice Jadro, tu stoji tovarna cementa in od Donje Strane (Sv. Kaja), kjer je drugi obrat cementarne. Med Donjo Strano in središčem Solina pa ležijo ostanki antične Salone.

## Zgodovina
Današnje naselje Solin se je razvilo na področju antične Salone, ki se prvič omenja leta 119 pr. n. št. kot središče ilirskega plemena Dalmatov. Salona je postala eno najpomembnejših mest rimskega cesarstva z vsemi potrebnimi posvetnimi in cerkvenimi objekti, ki jih je narekovala rimska civilizacija, je tudi rojstno mesto rimskega cesarja Dioklecijana. Okoli leta 614 je Salona padla pod napadi Avarov in Slovanov. Mesto je bilo v bojih porušeno, njene prebivalce pa so pregnali. Nekateri so zatekli za dobro utrjeno obzidje Dioklecijanove palače. Ostanki Salone spadajo med najpomembnejša arheološka najdišča na Hrvaškem. Ohranjeni so deli nekdanjega obzidja, amfiteatra, term, starokrščanske bazilike in vrsta drugih objektov. Še sedaj pa je v uporabi del akvadukta – stare antiče vodovodne napeljave.
V Solinu so najdeni tudi ostanki sarkofaga kraljice Jelene z napisom, ki sodi med najpomembnejše dokumente starohrvaške zgodovine.

## Demografija
| Pregled števila prebivalcev po letih | Pregled števila prebivalcev po letih | Pregled števila prebivalcev po letih | Pregled števila prebivalcev po letih | Pregled števila prebivalcev po letih | Pregled števila prebivalcev po letih | Pregled števila prebivalcev po letih | Pregled števila prebivalcev po letih | Pregled števila prebivalcev po letih | Pregled števila prebivalcev po letih | Pregled števila prebivalcev po letih | Pregled števila prebivalcev po letih | Pregled števila prebivalcev po letih | Pregled števila prebivalcev po letih | Pregled števila prebivalcev po letih |       |       |
| ------------------------------------ | ------------------------------------ | ------------------------------------ | ------------------------------------ | ------------------------------------ | ------------------------------------ | ------------------------------------ | ------------------------------------ | ------------------------------------ | ------------------------------------ | ------------------------------------ | ------------------------------------ | ------------------------------------ | ------------------------------------ | ------------------------------------ | ----- | ----- |
| 1857                                 | 1869                                 | 1880                                 | 1890                                 | 1900                                 | 1910                                 | 1921                                 | 1931                                 | 1948                                 | 1953                                 | 1961                                 | 1971                                 | 1981                                 | 1991                                 | 2001                                 | 2011  | 2021  |
| 866                                  | 1739                                 | 1054                                 | 1235                                 | 1599                                 | 2110                                 | 2396                                 | 3289                                 | 1971                                 | 1954                                 | 3588                                 | 9137                                 | 11176                                | 12575                                | 15850                                | 23926 | 24912 |